# Tres Naciones de Rugby League 2005
El Tres Naciones de Rugby League 2005 fue la tercera edición del Tres Naciones de Rugby League.

## Equipos
- Australia
- Gran Bretaña
- Nueva Zelanda

## Fase de grupos
| Equipo        | Encuentros | Encuentros | Encuentros | Encuentros | Tantos  | Tantos    | Tantos     | Puntos |
| Equipo        | jugados    | ganados    | empatados  | perdidos   | a favor | en contra | diferencia | Puntos |
| ------------- | ---------- | ---------- | ---------- | ---------- | ------- | --------- | ---------- | ------ |
| Australia     | 4          | 3          | 0          | 1          | 102     | 84        | +18        | 6      |
| Nueva Zelanda | 4          | 2          | 0          | 2          | 118     | 120       | −2         | 4      |
| Gran Bretaña  | 4          | 1          | 0          | 3          | 84      | 100       | −16        | 2      |

Nota: Se otorgan 2 puntos al equipo que gane un partido, 1 al que empate y 0 al que pierda.
|  | Clasifican a la final |

## Final
| 26 de noviembre | Nueva Zelanda | 24 - 0 | Australia | Elland Road, Leeds              |  |
|                 |               |        |           | Asistencia: 26.534 espectadores |  |

| Bandera de Nueva Zelanda |
| Campeón Nueva Zelanda    |
| Primer título            |